# Francesco Antonio Baccari
Francesco Antonio Baccari (Lendinara, 11 agosto 1747 – Roma, 3 marzo 1835) è stato un presbitero e architetto italiano.
Francesco Antonio, il più anziano dei tre fratelli Baccari, sacerdoti lendinaresi, dedicò la sua vita non solo al sacerdozio ma anche a progetti architettonici e al restauro delle chiese cittadine, tra le quali spicca il progetto del campanile del Duomo di Santa Sofia, passione condivisa anche dal fratello minore, don Giacomo Baccari.
Fu inoltre missionario e autore di pubblicazioni a tema religioso, tre su Questioni morali e quattro della Pratica del confessionale, e architettonico, Forza degli archi.

## Biografia
Francesco Antonio nacque a Lendinara, allora territorio della Serenissima Repubblica di Venezia, l'11 agosto 1747, primo di tre figli tutti avviati alla vita ecclesiastica. Nel 1761, appena sedicenne, quando si trovava a Roma si unì alla Congregazione di San Vincenzo de' Paoli (o Congregazione della Missione). Alla fine degli studi teologici, ottenuto il sacerdozio venne inviato nella sede arcivescovile di Fermo con la mansione di lettore, coltivando tuttavia oltre alle sue mansioni religiose lo studio dell'architettura.
Questi studi vennero messi a frutto su progetti commissionati per la costruzione e la ristrutturazione di alcuni edifici religiosi, non sempre poi scelti come definitivi come nel caso della parrocchiale di San Biagio a Saludecio, ma che ne fece conoscere il talento. Tra i progetti portati a compimento in Emilia-Romagna troviamo a Forlì la nuova chiesa della Santissima Trinità.